# Ireland's Call
Ireland's Call is het lied dat wordt gespeeld na het volkslied van Ierland bij internationale rugbywedstrijden. Het Ierse team bestaat uit rugbyers uit zowel de Ierse Republiek als Noord-Ierland, en het Ierse volkslied, Amhrán na bhFiann, werd daarom niet afdoende verklaard.
Tijdens wedstrijden in Croke Park (tijdens de herbouw van Lansdowne Road) eist de Gaelic Athletic Association dat Amhrán na bhFiann toch gespeeld wordt gevolgd door Ireland's Call. De Ierse rugbyers speelde van 2007 tot en met 2010 in het Croke Park.
Het lied is in opdracht van de Ierse rugbybond in 1995 door Phil Coulter geschreven.
Intussen wordt het lied ook gebruikt door andere sportbonden waar spelers uit zowel Ierland als Noord-Ierland samenspelen, zoals hockey, korfbal, en cricket.

## Tekst
Come the day and come the hour

Come the power and the glory

We have come to answer our country's call

From the four proud provinces of Ireland

Refrein

Ireland, Ireland,

Together standing tall

Shoulder to shoulder

We'll answer Ireland's call